# Meena Kandasamy

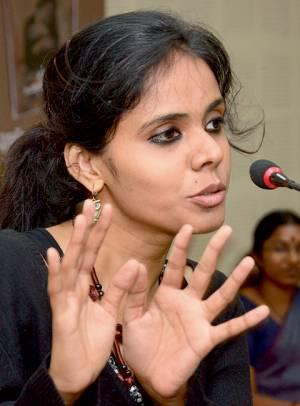
Meena Kandasamy (2012)

Meena Kandasamy (* 1984 in Tamil Nadu, Indien) ist eine indische Schriftstellerin, Übersetzerin und Aktivistin. Ihr Werk beschäftigt sich mit Feminismus und dem indischen Kastensystem.

## Leben
Meena Kandasamy promovierte als Linguistin an der Anna University, Chennai. 2006 publizierte sie ihren ersten Gedichtband, Touch, in dem sie sich mit dem Thema Feminismus, der sprachlichen Identität in Indien und dessen Kastensystem auseinandersetzt. Er wurde in mehrere Sprachen übersetzt, eine Auswahl in deutscher Übersetzung aus diesem Band wie auch aus dem zweiten Lyrikband Ms Militancy erschien 2014 im Verlag das Wunderhorn. 2009 war sie Teilnehmerin des International Writing Program der University of Iowa und später an weiteren Förderprogrammen in den USA. Sie gab die zweimonatlich erscheinende englischsprachige Zeitschrift The Dalit (Dalit die Unberührbaren, nach dem Namen der indischen Kaste, der sie entstammt) heraus.
Sie übersetzt aus dem Tamil ins Englische Texte von Periyar E. V. Ramasamy, Thol. Thirumavalavan, Kasi Anandan, Cheran und VIS Jayapalan.
In dem Film Oraalppokkam debütierte sie als Schauspielerin.

## Politische Einstellungen
Im Oktober 2024 gehörte Kandasamy zu den Unterzeichnern eines Aufrufs zum Boykott israelischer Kulturinstitutionen, „die an der überwältigenden Unterdrückung der Palästinenser mitschuldig sind oder diese stillschweigend beobachtet haben“.

## Auszeichnungen
- 2022: Hermann-Kesten-Preis[3]

## Werke (Auswahl)
in englischer Sprache
- Touch, Peacock Books, Mumbai 2006.
- mit M. Nisar: Ayyankali. A Dalit leader of Organic Protest. Mit einem Vorwort von Kancha Ilaiah, Other Books, Calicut, Januar 2008.
- Ms. Militancy, Navayana 2010.
  - Fräulein Militanz. Übersetzung Raphael Urweider. Wunderhorn, Heidelberg 2014, ISBN 978-3-88423-479-2.
- The Gypsy Goddess, Atlantic Books 2014.
- When I Hit You: Or, A Portrait of the Writer as a Young Wife. Atlantic Books, 2017

in deutscher Sprache
- Meena Kandasamy: Schläge. Ein Porträt der Autorin als junge Ehefrau. CulturBooks, Hamburg 2020, ISBN 978-3-95988-165-4 (taz.de).